# Carrie Crowley
Caroline Anne Crowley, meglio nota come Carrie (Waterford, 23 maggio 1964), è un'attrice e conduttrice televisiva irlandese.

## Biografia
Nata e cresciuta a Waterford, nel Munster, la madre Nodhlaig era un'insegnante, mentre il padre Con era un poliziotto; inoltre ha una sorella maggiore, Brid. Da giovane iniziò ad appassionarsi alla recitazione, recitando in una riedizione locale del musical britannico Oliver!.
Iniziò a lavorare come insegnante, tuttavia debuttò sullo schermo televisivo con lo show per bambini The Morbegs, trasmesso dall'emittente nazionale Raidió Teilifís Éireann (RTÉ). Inoltre cominciò anche la breve carriera di conduttrice radiofonica per l'emittente locale WLR FM, per la quale lavorò dal 1991 al 1996, prima di passare all'emittente nazionale.
A meno di un anno dal suo ingresso in RTÉ le fu offerto di presentare l'Eurovision Song Contest 1997 e le fu affiancato Ronan Keating, allora membro dei Boyzone. Crowley riapparse inoltre l'anno successivo, poco prima che il programma iniziasse, per augurare buona fortuna a Terry Wogan e Ulrika Jonsson.
Dopo aver presentato la manifestazione musicale, divenne una delle maggiori star della televisione irlandese per i rimanenti anni '90 conducendo ben tre programmi nel palinsesto settimanale: Pot Luck, in onda dal lunedì al giovedì alle 5:30, Pulse, in onda ogni giovedì sera, e Limelight, in onda ogni domenica in prima serata e prodotto per due stagioni. Successivamente lasciò la televisione, iniziando a presentare con Ray D'Arcy il programma radiofonico Fandango, in onda ogni domenica su RTÉ Radio 1.
Negli anni 2000 e 2010 ha intrapreso una proficua carriera di attrice in diversi film, distribuiti principalmente in Irlanda o nel Regno Unito, serie e miniserie televisive e cortometraggi.
Nel corso del 2018, insieme a diversi musicisti e personalità televisive irlandesi, sostenne il boicottaggio dell'Eurovision Song Contest 2019, ospitato dalla città israeliana di Tel Aviv, per solidarietà con i palestinesi.

## Televisione
- Eurovision Song Contest (RTÉ/Eurovisione, 1997)
- Pulse (RTÉ, 1997-?)
- Limelight (RTÉ One, 1997)
- Pot Luck (RTÉ, 1998)

## Filmografia

### Cinema
- An Gaeilgeoir Nocht, regia di Neasa Hardiman (2006)
- The Ottoman Empire, regia di James Phelan (2010) - cortometraggio
- Earthbound, regia di Alan Brennan (2012)
- How to Be Happy, regia di Michael Rob Costine, Mark Gaster e Brian O'Neill (2013)
- Stay, regia di Wiebke von Carolsfed (2013)
- Adulting, regia di Linda Bhreathnach e Justin Davey (2016) - cortometraggio
- Extra Ordinary, regia di Mike Ahern e Enda Loughman (2019)
- A Secret Journey, regia di Plum Stupple-Harris (2019) - cortometraggio
- The Quiet Girl (An Cailín Ciúin), regia di Colm Bairéad (2022)

### Televisione
- The Morbegs
- Anner House – film televisivo (2007)
- The Running Mate – miniserie TV, 4 episodi (2007)
- Striapacha – serie TV, 3 episodi (2008)
- School Run – serie TV, 2 episodi (2008)
- The Clinic – serie TV, 3 episodi (2009)
- An Crisis – sitcom, 1 episodio (2010)
- Rásaí na Gaillimhe – serie TV, 6 episodi (2012)
- 13 Steps Down – miniserie TV, 2 episodi (2012)
- Vikings – serie TV, 5 episodi (2013-2014)
- Fair City – soap opera, 94 episodi (2014-2019)
- Acceptable Risk – miniserie TV, 2 episodi (2017)
- Vikings: Valhalla – serie TV, 4 episodi (2024)

## Doppiatrici italiane
Nelle versioni in italiano delle opere in cui ha recitato, Carrie Crowley è stata doppiata da:
- Alessandra De Luca in Vikings (st. 1)
- Maura Marenghi in Vikings (st. 2)
- Franca D'Amato in The Quiet Girl
- Silvana Fantini in Vikings: Valhalla